# Campionato europeo della montagna 2018
Il Campionato europeo della montagna 2018, ufficialmente denominato 2018 FIA European Hill Climb Championship, è stata la sessantottesima edizione del Campionato europeo della montagna, manifestazione organizzata annualmente dalla Federazione Internazionale dell'Automobile, e si è svolta tra il 15 aprile e il 16 settembre 2018 su dodici tappe disputatesi in altrettante differenti nazioni.
Detentori dei titoli 2017 erano l'italiano Simone Faggioli, che si aggiudicò la classifica finale nella Categoria II, e l'austriaco "Tessitore", vincitore in Categoria I.
Il pilota trentino Christian Merli vinse il suo primo titolo continentale nella Categoria II, al volante della Osella FA30 Evo motorizzata Zytek LRM, conquistando tutti i punti a disposizione (250) e interrompendo così la serie di nove allori consecutivi del connazionale Simone Faggioli, giunto quarto in classifica generale alla guida della sua Norma M20 FC-Zytek. Merli ha preceduto nella graduatoria finale l'altro italiano Andrea Bormolini su Osella PA20S e il ceco Vladimír Vitver su Audi TT-R.
Nella Categoria I la vittoria finale andò invece al pilota ceco Lukáš Vojáček, su Subaru Impreza WRX STi, chiudendo anch'egli la stagione a punteggio pieno.

## Calendario prove
Il campionato era costituito da dodici appuntamenti da disputarsi in altrettante differenti nazioni.
| Tappa | Data         | Gara                                                                | Sede                       | Vincitore assoluto                          |
| ----- | ------------ | ------------------------------------------------------------------- | -------------------------- | ------------------------------------------- |
| 1     | 15 aprile    | 46ème Course de Côte Internationale St-Jean du Gard - Col St-Pierre | Saint-Jean-du-Gard Francia | Sébastien Petit - Norma M20 FC              |
| 2     | 22 aprile    | Grosser Bergpreis von Österreich - Rechbergrennen 2018              | Tulwitz Austria            | Christian Merli - Osella FA30 Evo-Zytek LRM |
| 3     | 13 maggio    | 39ª Rampa Internacional da Falperra                                 | Braga Portogallo           | Simone Faggioli - Norma M20 FC-Zytek        |
| 4     | 20 maggio    | 47ª Subida Internacional al Fito                                    | Arriondas Spagna           | Simone Faggioli - Norma M20 FC-Zytek        |
| 5     | 3 giugno     | Ecce Homo Šternberk 2018                                            | Šternberk Rep. Ceca        | Christian Merli - Osella FA30 Evo-Zytek LRM |
| 6     | 10 giugno    | 23. Internationales ADAC Glasbachrennen                             | Bad Liebenstein Germania   | Christian Merli - Osella FA30 Evo-Zytek LRM |
| 7     | 24 giugno    | 57ª Coppa Paolino Teodori                                           | Ascoli Piceno Italia       | Christian Merli - Osella FA30 Evo-Zytek LRM |
| 8     | 22 luglio    | XXXV. Dobšinský kopec                                               | Dobšiná Slovacchia         | Christian Merli - Osella FA30 Evo-Zytek LRM |
| 9     | 29 luglio    | 10th Hill Climb Limanowa                                            | Limanowa Polonia           | Christian Merli - Osella FA30 Evo-Zytek LRM |
| 10    | 19 agosto    | 75ème Course de Côte Internationale St-Ursanne – Les Rangiers       | Saint-Ursanne Svizzera     | Simone Faggioli - Norma M20 FC-Zytek        |
| 11    | 2 settembre  | 24. GHD Petrol Ilirska Bistrica                                     | Ilirska Bistrica Slovenia  | Simone Faggioli - Norma M20 FC-Zytek        |
| 12    | 15 settembre | 37. Buzetski dani                                                   | Buzet Croazia              | Simone Faggioli - Norma M20 FC-Zytek        |

## Classifiche

### Sistema di punteggio
Per ogni Gruppo vengono assegnati punti ai primi dieci classificati nel seguente ordine: 25-18-15-12-10-8-6-4-2-1 e se vi sono 3 o meno iscritti, il punteggio viene dimezzato. Vengono inoltre scartati i due peggiori risultati ottenuti, di cui uno nelle prime sei gare e uno nelle seconde sei.
I punti conquistati nei rispettivi gruppi saranno validi per il conseguimento della posizione in classifica generale, a prescindere dal risultato ottenuto a livello assoluto in ciascun appuntamento.
In caso di parità tra concorrenti (stessi punti a fine stagione), non vi sarà un'ulteriore criterio di separazione, per cui tali piloti verrebbero classificati ex aequo.

### Categoria I

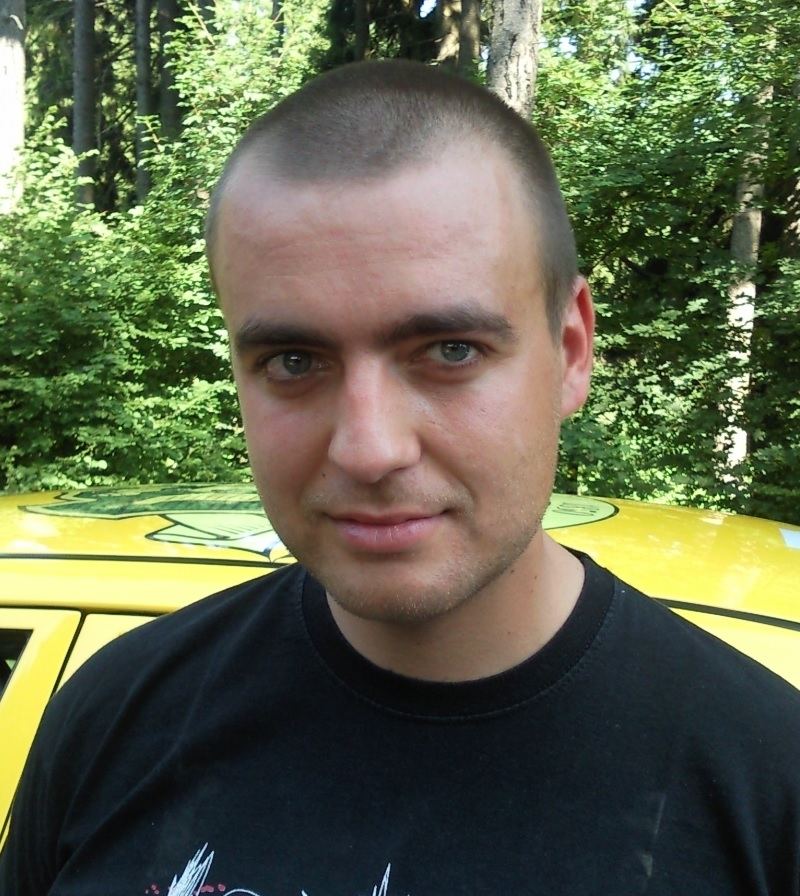
Lukáš Vojáček, campione europeo nella Categoria I

### Categoria II

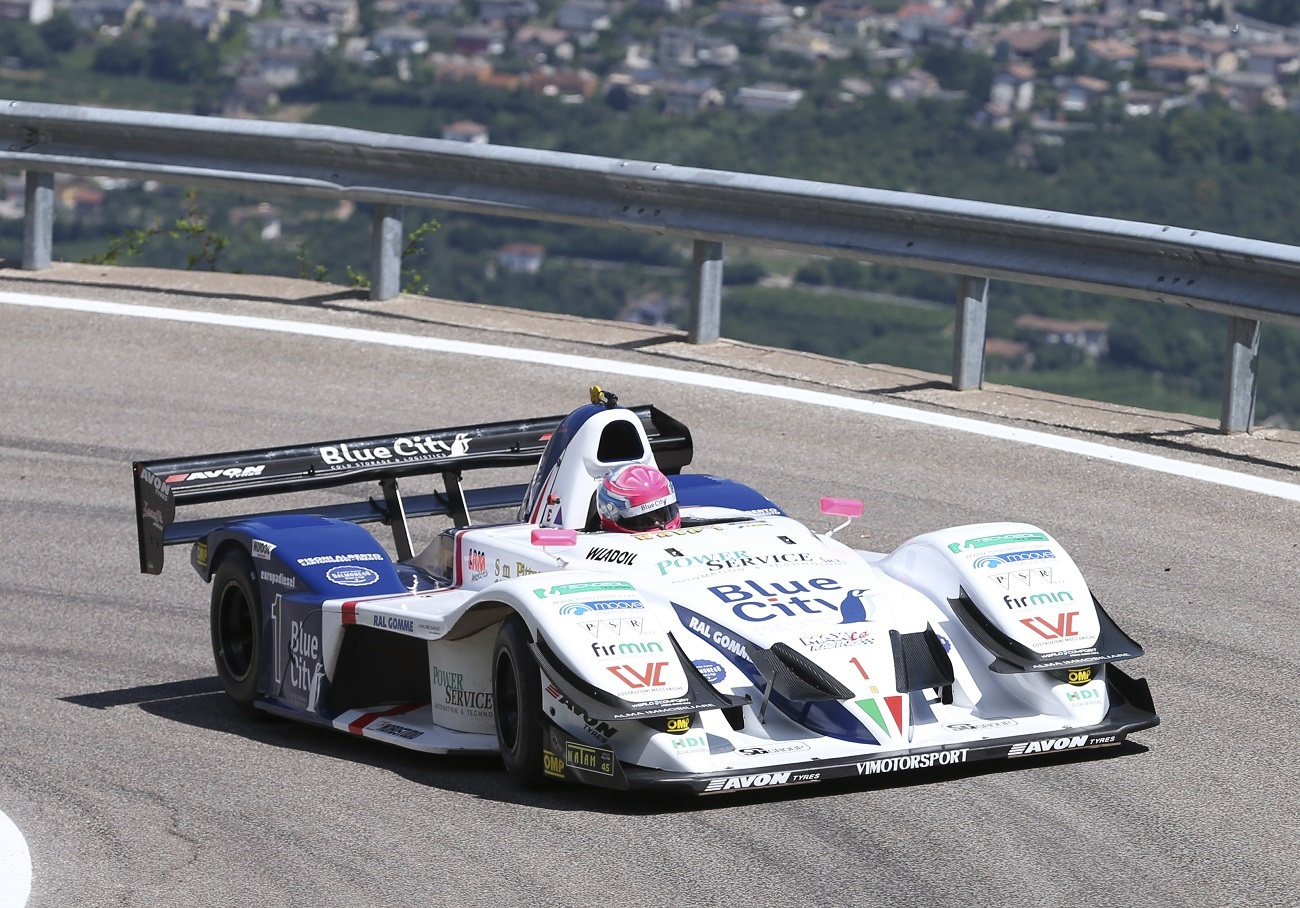
Christian Merli alla guida della Osella FA30 nel 2018

### Categoria I[14]
| Pos. | Pilota             | Vettura                     | Gruppo e classe | PIE  | REC  | FAL | FIT  | ECC  | GLA  | PAO  | DOB | LIM  | URS  | ILI  | BUZ  | Punti |
| ---- | ------------------ | --------------------------- | --------------- | ---- | ---- | --- | ---- | ---- | ---- | ---- | --- | ---- | ---- | ---- | ---- | ----- |
| 1    | Lukáš Vojáček      | Subaru Impreza WRX STi      | A +3000         | 25   | 25   | 25  | 25   | 25   | 0    | 25   | 25  | 25   | 25   | 25   | 0    | 250   |
| 2    | Pierre Courroye    | McLaren MP4-12C             | GT +3000        | 25   | 25   | 0   | 25   | 25   | 25   | 25   | 25  | 12,5 | 12,5 | 0    | 0    | 200   |
| 3    | Tonino Cossu       | Honda Civic Type-R          | A 2000          | 18   | 0    | 15  | 15   | 15   | 12,5 | 12   | 15  | 18   | 15   | 0    | 15   | 150,5 |
| 4    | Luca Zuurbier      | Honda Civic Type-R          | A 2000          | 15   | 12   | 12  | 18   | 12   | 0    | 18   | 18  | 15   | 18   | 0    | 12   | 150   |
| 4    | Ján Miloň          | McLaren 650S GT3            | GT +3000        | 0    | 18   | 18  | 18   | 18   | 18   | 8    | 18  | 0    | 9    | 12,5 | 12,5 | 150   |
| 6    | Laszlo Hernadi     | Mitsubishi Lancer Evo IX R4 | S20             | 12,5 | 12,5 | 0   | 12,5 | 12,5 | 12,5 | 12,5 | 0   | 9    | 12,5 | 12,5 | 12   | 121   |
| 7    | Tomáš Vavřinec     | Mitsubishi Lancer Evo IX    | N +3000         | 18   | 15   | 0   | 0    | 15   | 9    | 15   | 15  | 9    | 0    | 18   | 0    | 114   |
| 8    | Peter Ambrúz       | Mitsubishi Lancer Evo IX    | N +3000         | 15   | 10   | 0   | 0    | 12   | 0    | 0    | 12  | 0    | 0    | 25   | 25   | 99    |
| 8    | Martin Jerman      | Lamborghini Gallardo GT3    | GT +3000        | 12   | 15   | 0   | 0    | 15   | 15   | 0    | 15  | 9    | 0    | 9    | 9    | 99    |
| 10   | Antonino Migliuolo | Mitsubishi Lancer Evo IX    | N +3000         | 25   | 18   | 0   | 12,5 | 18   | 12,5 | 0    | 0   | 0    | 0    | 0    | 0    | 86    |

### Categoria II[14]
| Pos. | Pilota             | Vettura               | Gruppo e classe | PIE | REC | FAL | FIT | ECC | GLA | PAO  | DOB | LIM | URS  | ILI | BUZ  | Punti |
| ---- | ------------------ | --------------------- | --------------- | --- | --- | --- | --- | --- | --- | ---- | --- | --- | ---- | --- | ---- | ----- |
| 1    | Christian Merli    | Osella FA30-Zytek LRM | E2-SS 3000      | 25  | 25  | 25  | 0   | 25  | 25  | 25   | 25  | 25  | 25   | 25  | 0    | 250   |
| 2    | Andrea Bormolini   | Osella PA20/S         | CN 3000         | 25  | 25  | 25  | 25  | 25  | 0   | 12,5 | 25  | 25  | 18   | 18  | 25   | 223,5 |
| 3    | Vladimír Vitver    | Audi TT-R DTM         | E2-SH +3000     | 18  | 0   | 25  | 25  | 25  | 25  | 15   | 18  | 18  | 12,5 | 25  | 0    | 206,5 |
| 4    | Simone Faggioli    | Norma M20 FC-Zytek    | E2-SC 3000      | 18  | 25  | 25  | 25  | 18  | 0   | 0    | 0   | 0   | 25   | 25  | 25   | 186   |
| 5    | Marco Capucci      | Osella PA21S Evo      | CN 2000         | 18  | 18  | 18  | 18  | 18  | 0   | 9    | 18  | 0   | 0    | 25  | 12,5 | 154,5 |
| 6    | Diego De Gasperi   | Osella FA30-Zytek     | E2-SS 3000      | 18  | 15  | 0   | 25  | 12  | 15  | 15   | 0   | 0   | 15   | 0   | 15   | 130   |
| 7    | Sébastien Petit    | Norma M20 FC          | E2-SC 3000      | 25  | 15  | 18  | 18  | 0   | 25  | 12   | 0   | 0   | 0    | 15  | 0    | 128   |
| 8    | Fausto Bormolini   | Reynard K02-Cosworth  | E2-SS 3000      | 6   | 12  | 0   | 18  | 0   | 0   | 12   | 18  | 18  | 18   | 0   | 18   | 120   |
| 9    | Alberto Dall'Oglio | Norma M20 FC          | E2-SC 3000      | 12  | 15  | 0   | 0   | 15  | 0   | 0    | 15  | 18  | 12   | 15  | 9    | 111   |
| 10   | Fulvio Giuliani    | Lancia Delta          | E2-SH +3000     | 0   | 0   | 18  | 15  | 15  | 18  | 0    | 8   | 0   | 0    | 18  | 15   | 107   |